# Alajuela
Pour les articles homonymes, voir Alajuela (homonymie).
Alajuela est une ville du Costa Rica. Elle est la deuxième ville du pays pour ce qui est de la population après la capitale San José et la capitale de la province d'Alajuela et du canton d'Alajuela.
La ville qui est située à moins de 30 kilomètres de la capitale abrite l'aéroport international Juan Santamaria, celui-ci est devenu le principal aéroport du pays depuis que l'aéroport international de La Sabana de San José a été déclassifié en 1958 puis fermé en 1975.

## Toponymie
Le terme d'Alajuela est dérivé du nom du cours d'eau río La Lajuela, qui donna son premier nom à la ville, celui de La Lajuela. Pendant l'époque coloniale, la localité était également connue sous le nom de Villahermosa.

## Géographie
Alajuela est située au cœur de la vallée centrale du Costa Rica à une altitude moyenne de 957 mètres, au pied du volcan Poás (2 704 m). Avec une population estimée à 47 494 habitants (au 1er janvier 2005), elle est la deuxième ville du Costa Rica.

## Histoire
Alajuela a été fondée en 1782. En 1823, la ville fut avec San José du côté républicain, opposée à Heredia et Cartago, villes monarchistes qui souhaitaient le rattachement du pays au Mexique.

## Économie
C'est le centre économique du commerce du sucre et du café dans le pays.

## Administration
Le maire d'Alajuela est Humberto Soto Herrera du Parti Libération nationale

## Transports
Elle est desservie par l'aéroport international Juan Santamaría, qui dessert également San José. Des services de bus et de train relient la ville à la capitale, San José, et à d'autres villes voisines telles que Heredia et Grecia.

## Lieux et monuments
- Cathédrale
- Statue en bronze de Juan Santamaría et Musée Juan Santamaría
- Parc municipal, site du « Festival des mangues » (juillet)

## Personnes célèbres
- Juan Santamaría (1821-1856), héros national du Costa Rica
- Alvaro Mesén, footballeur
- Wilmer López, footballeur
- José Francisco Porras, footballeur
- Otilio Ulate Blanco, président du Costa Rica de 1949 à 1953
- Julio Acosta García, président du Costa Rica de 1920 à 1924
- Carlos Luis Fallas, écrivain et homme politique
- Leon Fernandez Bonilla (1840-1887), historien, avocat et diplomate

## Divers

### Sport
La ville possède un club de football, le LD Alajuelense.

### Jumelage
- Guadalajara (Mexique) depuis 1983
- Lahr (Allemagne) depuis 2006

### Climat
| Mois                                       | Janv | Fév  | Mars | Avr  | Mai   | Juin | Juil | Août | Sept  | Oct   | Nov  | Déc  | Année |
| ------------------------------------------ | ---- | ---- | ---- | ---- | ----- | ---- | ---- | ---- | ----- | ----- | ---- | ---- | ----- |
| Températures minimales moyennes (°C)       | 15.8 | 16.4 | 16.6 | 17.3 | 17.6  | 17.4 | 16.9 | 17.5 | 16.8  | 17.0  | 16.4 | 16.5 |       |
| Températures maximales moyennes (°C)       | 29.6 | 30.2 | 31.1 | 31.3 | 30.6  | 29.8 | 29.7 | 29.8 | 29.5  | 28.6  | 29.0 | 29.1 |       |
| Moyennes mensuelles de précipitations (mm) | 9.0  | 9.6  | 10.0 | 26.0 | 111.8 | 98.2 | 69.3 | 85.0 | 142.0 | 123.7 | 77.0 | 28.0 | 779.6 |